# Гваяма (Пуерто-Рико)
Гваяма (ісп. Guayama, МФА: [ɡwaˈʝama]) — муніципалітет Пуерто-Рико, острівної території у складі США. Заснований 29 січня 1736 року.

## Географія
Площа суходолу муніципалітету складає 170 км² (12-е місце за цим показником серед 78 муніципалітетів Пуерто-Рико).

## Демографія
Станом на 2010 рік на території муніципалітету мешкало 45 362 ос.
Динаміка чисельності населення:

## Населені пункти
Найбільші населені пункти муніципалітету Гваяма:
| Населений пункт      | Статус | Населення :   | Населення :   | Населення :   |
| Населений пункт      | Статус | на 01.04.1990 | на 01.04.2000 | на 01.04.2010 |
| -------------------- | ------ | ------------- | ------------- | ------------- |
| Корасон              | Селище | 2 747         | 2 925         | 2 131         |
| Гваяма               | Місто  | 21 692        | 21 624        | 22 691        |
| Хобос                | Селище | 3 772         | 3 475         | 2 479         |
| Олімпо               | Селище | 2 460         | 2 493         | 2 064         |
| Пуебліто-дель-Кармен | Селище | н/д           | н/д           | 572           |